# Loxostege spinalis
Loxostege spinalis là một loài bướm đêm trong họ Crambidae.